# Piero Delbosco
Piero Delbosco (Poirino, 15 agosto 1955) è un vescovo cattolico italiano, dal 1º giugno 2023 vescovo di Cuneo-Fossano.

## Biografia
È nato a Poirino, in provincia e arcidiocesi di Torino, il 15 agosto 1955. È il secondogenito dei quattro figli di Antonio e Caterina.

### Formazione e ministero sacerdotale
Dopo aver frequentato il seminario minore di Rivoli, ha conseguito il baccellierato in teologia presso la sede torinese della Facoltà teologica dell'Italia settentrionale.
È stato ordinato diacono l'11 novembre 1979, nella chiesa di Santa Maria di Testona, e presbitero il 15 novembre 1980, nella chiesa di Santa Maria Maggiore a Poirino, dal cardinale Anastasio Alberto Ballestrero.
Dopo l'ordinazione ha svolto il suo ministero come vicario parrocchiale presso la parrocchia di San Secondo a Torino, dal 1980 al 1981, in quella di San Lorenzo a Collegno, dal 1981 al 1987, e in quella della Natività di Maria Vergine, nel quartiere torinese di Pozzo Strada, dal 1987 al 1990. In quell'anno è stato nominato parroco di San Giacomo Apostolo a Beinasco, dove è rimasto fino al 2000; dal 1992 è stato anche vicario zonale presso la zona pastorale di Orbassano. Nel 2000 è stato trasferito ad Alpignano, come parroco della parrocchia di San Martino Vescovo; dal 2001 è stato anche vicario episcopale territoriale del distretto Torino Ovest. Dal 2005 al 2013, inoltre, ha ricoperto il ruolo di responsabile delle case di Spiritualità diocesane.
Dal 2008 al 2012, lasciando i precedenti incarichi, è stato pro-vicario generale e moderatore della curia arcivescovile. Il 20 marzo 2010 papa Benedetto XVI gli ha conferito il titolo onorifico di prelato d'onore di Sua Santità. Nel 2012 è stato nominato delegato diocesano per il diaconato permanente e per la formazione al diaconato permanente, membro del consiglio presbiterale diocesano, del consiglio presbiterale piemontese e della consulta presbiterale italiana. Negli anni 2013-2014 ha svolto il compito di rettore del santuario della Consolata a Torino.
Dal 2015 e fino alla nomina episcopale, conservando l'impegno di delegato per il diaconato permanente, è stato parroco di Santa Maria Maggiore a Poirino, di Sant'Antonio di Padova nella frazione Favari, della Natività di Maria Vergine presso la frazione Marocchi e della Beata Vergine Consolata presso la frazione La Longa.

### Ministero episcopale
Il 9 ottobre 2015 papa Francesco lo ha nominato vescovo di Cuneo e di Fossano, diocesi unite in persona episcopi; è succeduto a Giuseppe Cavallotto, ritiratosi per raggiunti limiti di età. Il 29 novembre dello stesso anno ha ricevuto l'ordinazione episcopale, nella cattedrale di Fossano, dall'arcivescovo Cesare Nosiglia, metropolita di Torino, co-consacranti il cardinale Severino Poletto, arcivescovo emerito di Torino, e il suo predecessore Giuseppe Cavallotto.
Ha preso possesso della diocesi di Fossano contestualmente all'ordinazione episcopale, e della diocesi di Cuneo il successivo 6 dicembre.
Il 28 maggio 2021 ha indetto il sinodo diocesano per le sedi di Cuneo e di Fossano; dopo cinque sessioni di lavoro lo ha concluso il 24 giugno 2022, promulgando il libro sinodale.
Il 1º giugno 2023, dopo la piena unione delle diocesi di Cuneo e di Fossano, è nominato primo vescovo di Cuneo-Fossano.

## Genealogia episcopale
La genealogia episcopale è:
- Cardinale Scipione Rebiba
- Cardinale Giulio Antonio Santori
- Cardinale Girolamo Bernerio, O.P.
- Arcivescovo Galeazzo Sanvitale
- Cardinale Ludovico Ludovisi
- Cardinale Luigi Caetani
- Cardinale Ulderico Carpegna
- Cardinale Paluzzo Paluzzi Altieri degli Albertoni
- Papa Benedetto XIII
- Papa Benedetto XIV
- Papa Clemente XIII
- Cardinale Bernardino Giraud
- Cardinale Alessandro Mattei
- Cardinale Pietro Francesco Galleffi
- Cardinale Giacomo Filippo Fransoni
- Cardinale Carlo Sacconi
- Cardinale Edward Henry Howard
- Cardinale Mariano Rampolla del Tindaro
- Cardinale Gennaro Granito Pignatelli di Belmonte
- Cardinale Pietro Boetto, S.I.
- Cardinale Giuseppe Siri
- Cardinale Giacomo Lercaro
- Vescovo Gilberto Baroni
- Cardinale Camillo Ruini
- Arcivescovo Cesare Nosiglia
- Vescovo Piero Delbosco